# تفجير محطة الحافلات المركزية في تل أبيب 2003
تفجير محطة الحافلات المركزية في تل أبيب هي عملية فدائية مزدوجة نفذت في وسط تل أبيب بتاريخ في 5 يناير 2003 ، أسفرت العملية الفدائية عن مصرع 23 إسرائيليا وجرح أكثر من 100 آخرين. تبنت كتائب شهداء الأقصى التابعة لحركة فتح مسؤولية الكتائب عن العملية التي نفذها براق عبد الرحمن خلفه و سامر عماد النوري من مدينة نابلس بالضفة الغربية. الفدائي الأول فجر نفسه في محطة الحافلات القديمة بشارع روشينا المكتظ ومن ثم تبعه الثاني في الشارع المقابل بفارق دقائق معدودة.
بعد الهجوم ، أعلنت منظمة كتائب شهداء الأقصى الفلسطينية المسلحة مسؤوليتها عن الهجوم.

## العملية
في يوم الأحد الموافق 5 يناير 2003 ، فجر فدائيين فلسطينيان نفسيهما على مسافة 500 متر من بعضهما البعض ، بفارق 30 ثانية فقط ، في منطقة مزدحمة في تل أبيب خارج محطة الحافلات المركزية في تل أبيب . قتل 23 مستوطناً في الهجوم وأصيب أكثر من 100.

### القتلى
- الرقيب. مزال العرقوبي، 20 عاما، من أزور[1]
- مردخاي إيفوني، 52 سنة، من حولون[2]
- موشيه (موريس) حرفي، 60 عاما، من تل أبيب[3]
- إيغور زوبوكوف، 32 عامًا، من بات يام[4]
- ليليا زيبستين، 33 سنة، من حيفا[5]
- عميرام زمورة، 55 عاما، من حولون[6]
- مئير حاييم، 74 عاما، من عازور[7]
- حنا حاييموف، 53 عاما، من تل أبيب[8]
- بوريس تيبالشفيلي، 51 عاما، من يهود[9]
- سابيرا شوشانا يولزاري يافي، 46 سنة، من بات يام[10]
- رامين نسيبوف، 25 عاما، من تل أبيب[11]
- إيلانيت بيلد، 32 سنة، من أزور[12]
- أندريه فريدمان، 30 عامًا، من تل أبيب[13]
- آفي كوتزر، 43 سنة، من بات يام[14]
- فيكتور شيباييف، 62 عاما، من حولون[15]
- إيون (نيلو) نيكولاي، 34 عامًا، من رومانيا[16]
- ميهاي ساباو، 38، من رومانيا[17]
- لي بيجون، 41، من الصين[18]
- ستيفن آرثر كرومويل، 43 عامًا، من غانا[19]
- كراسيمير ميتكوف أنجيلوف، 32 عامًا، من بلغاريا[20]
- إيفان جابتونياك، 46 عامًا، من أوكرانيا[21]
- جو أي بين، 47، الصين[22]
- تشانغ مينمين، 50، الصين – توفي متأثر بجراحه في 13 يناير 2003.[23]

## المسؤول
بعد الهجوم ، ذكرت شبكة الجزيرة أن كتائب شهداء الأقصى أعلنت مسؤوليتها عن الهجوم وقالت إن الفدائيين هما براق عبد الرحمن حلفا وصابر النور من مدينة نابلس بالضفة الغربية .

## روابط خارجية
- تفجير انتحاري بالقرب من محطة الحافلات المركزية القديمة في تل أبيب - نُشر في وزارة الخارجية الإسرائيلية
- قتل مفجرون انتحاريون 23 وجرح 100 في تل أبيب نسخة محفوظة 8 نوفمبر 2012 على موقع واي باك مشين. - نشر في شيكاغو تريبيون في 6 يناير 2003
- قتل مفجران 23 في هجمات تل أبيب الانتحارية نسخة محفوظة 26 أكتوبر 2012 على موقع واي باك مشين. - نشرت في واشنطن تايمز في 6 يناير 2003
- التفجيرات الانتحارية تقتل 23 في تل أبيب - نشرت على شبكة سي إن إن في 6 يناير 2003
- مذبحة في شوارع تل أبيب - نشرت على بي بي سي نيوز في 5 يناير 2003